# Willem van Ieper
Willem van Ieper of van Lo (voor 1090 – Lo, 24 januari 1164 (of mogelijk 1162 of 1165) was een onwettige telg van het grafelijke huis van Vlaanderen. Hij was de bastaardzoon van Filips van Lo (en dus kleinzoon van Robrecht de Fries) en een Ieperse wolkaardster.

## Leven
Willem van Ieper stond bekend als een eersterangs krijger en legeraanvoerder. Hij gedroeg zich als een gravenzoon en had veel invloed aan het hof van zijn neef Boudewijn VII. Na de dood van Boudewijn wierp hij zich op als troonpretendent en bond hij de strijd aan met Karel de Goede, maar hij verloor ondanks de steun van de Boudewijns moeder, Clementia van Bourgondië. Hij verzoende zich na korte tijd met de nieuwe graaf en werd een gezien figuur aan het hof; de rivaliteit om de troon bleek vlug vergeten.

### Rol in de moord op Karel de Goede
In 1127 werd de Vlaamse graaf, Karel de Goede, vermoord door de Erembalden. Op het moment van de aanslag verbleef Willem in Engeland. Er zijn vermoedens dat Willem weet had van het complot maar er waarschijnlijk niet aan deelnam. Bertulf, leider van de Erembalden, bood Willem de grafelijke waardigheid aan. Willem aanvaardde het geld en de gravenkroon van de Erembalden, wat volstaat om hem aan te duiden als een sympathisant van de moordenaars.

### Oorlog in Vlaanderen
Willem begaf zich niet naar Brugge om het bestuurlijk centrum van het graafschap te bezetten. Hij verlangde maar al te graag naar de gravenkroon, maar kon deze niet uit handen van moordenaars ontvangen. Hij trok zich een tijdlang terug in zijn eigen gewest rond Ieper en Veurne, misschien om van hieruit zijn machtsbasis te consolideren voor de verovering van het graafschap. Na de val van de clan van de Erembalden liet hij enkelen van hen ophangen, maar hij had zich iets te vriendelijk getoond voor de moordenaars van Karel de Goede waardoor hij de stempel van collaborateur kreeg. De repressie kon niet lang uitblijven en de Franse koning gaf het bevel om tegen hem op te rukken.
Willem sloot zich daarom aan bij een coalitie van de Engelse koning tegen Willem Clito, de kandidaat-graaf van de Franse koning. Maar de Franse troepen namen Ieper in, de burgers hadden Willem verklikt en openden de poorten voor zijn vijanden. Willem werd gevangengenomen en opgesloten in Rijsel, dan in Brugge en daarna weer in Rijsel.
De ommekeer kwam in 1128, toen de strijd lostbarstte tussen Willem Clito en Diederik van de Elzas. De twee rivalen hadden bondgenoten nodig en keken daarbij niet nauw. Willem, die bekendstond als een bekwaam legeraanvoerder, kwam eind maart 1128 vrij en voegde zich bij het leger van Willem Clito. Maar Diederik van de Elzas werd steeds populairder in Vlaanderen en de Ieperlingen legden contacten met de Diederik-gezinde Bruggelingen. Hij zegde zijn eed van trouw aan Willem Clito op koos zijn geluk aan het hof van Diederik. Willem van Ieper werd een onbesproken en vooraanstaand lid van de groep grafelijke topbaronnen. Pas toen hij herviel in zijn vroegere zonden en weer aan het plunderen ging, werd hij door graaf Diederik verbannen.

### Verbanning
In de jaren 1133-1135 week hij uit naar Engeland tot grote opluchting van vele Vlamingen. Zij namen echter wraak op zijn zoontje dat hij als gijzelaar in Vlaanderen achterliet. Het kind overleed nadat het de ogen werd uitgestoken. Van 1135 tot 1147 steunde hij, als aanvoerder van een huurlingenleger, de Engelse koning Steven van Blois in diens strijd tegen de Duitse keizerin Mathilde, weduwe van keizer Hendrik V en dochter van de vorige koning, Hendrik I (o.a. in de slag bij Lincoln). Als beloning kreeg Willem het graafschap Kent van Hendrik in leen, maar dat werd hem in 1156 ontnomen door Hendrik II, Mathilde's zoon die Steven van Blois opgevolgd was. Hij keerde rond 1155 terug uit Engeland en vestigde zich in Lo waar hij overleed. Een aantal van zijn beenderen zijn teruggevonden in een loden kistje in de plaatselijke Sint-Pieterskerk.

## Wapen
Als wapen voerde Willem van Ieper een gaande leeuw, mogelijk geërfd van zijn vader Filips van Lo of meegebracht uit Engeland in de periode van 1133-1135. Een waarschijnlijke hypothese is dat Filips van de Elzas het wapen overnam, maar de gaande leeuw verving door een klimmende leeuw.